# Parellisina sileni
Parellisina sileni är en mossdjursart som beskrevs av Osburn 1949. Parellisina sileni ingår i släktet Parellisina och familjen Calloporidae. Inga underarter finns listade i Catalogue of Life.